# Asheru
Гэ́бриел Бенн (Gabriel Benn), более известный как Asheru — афроамериканский исполнитель хип-хопа, педагог и молодёжный активист. Родился 29 декабря 1974 года в городе Колумбия, штат Мэриленд. Он широко известен в качестве исполнителя композиций, звучащих в начальных и закрывающих титрах популярного телесериала «Гетто», а также благодаря развитию движения Hip Hop Education («Образование в хип-хопе»).

## Дискография
1. Jamboree EP (1999)
2. Mood Swing 12” feat. Talib Kweli & Raheem DeVaughn (2003)
3. Black Moses 12” (2005)
4. Insomnia Vol.1 LP (2006)
5. Insomnia Vol.1: Sleepless in Japan...(IMPORT ONLY) (2006)
6. Hip-Hop Docktrine: The Official Boondocks Mixtape feat. Dub Floyd (2006)
7. 3 Stars, 2 Bars EP (2007)